# Уроки хімії (серіал)
Уроки хімії (англ. Lessons in Chemistry) — це американський драматичний міні-серіал 2023 року, створений Лі Айзенбергом за мотивами однойменного роману Бонні Гармус. У ньому Брі Ларсон грає хімікиню Елізабет Зотт, яка починає вести власне феміністичне кулінарне шоу в Америці 1960-х років. Прем'єра перших двох епізодів відбулася на Apple TV+ 13 жовтня 2023 року.

## Сюжет
Після звільнення з посади лаборанта хімік Елізабет Зотт використовує свою нову роботу, ведучи телевізійне кулінарне шоу 1960-х років під назвою «Вечеря о шостій», щоб навчати домогосподарок науковим темам.

## У ролях

### Головний акторський склад
- Брі Ларсон — Елізабет Зотт
- Льюїс Пуллман — Келвін Еванс
- Ейжа Наомі Кінг — Гаррієт Слоун
- Стефані Кеніг[en] — Френ Фраск
- Патрік Вокер — преподобний Кертіс Вейклі

### Другорядні актори
- Дерек Сесіл[en] — доктор Роберт Донатті
- Томас Манн — Борівейц
- Енді Дейлі[en] — доктор Річард Прайс
- Еліс Холзі — Медлін Зотт
- Аментіі Следж — Лінда Слоун
- Ясір Хашим Лафонд — Джеймс «Молодший» Слоун
- Джошуа Гувер[d] — Ентоні Пауерс
- Кевін Зусман — Волтер Пайн
- Марк Еван Джексон[en] — доктор Ліланд Мейсон
- Пол Джеймс[en] — Чарлі Слоун
- Рейн Вілсон — Філ Лебенсмал

### Гостьовий акторський склад
- Адам Бартлі[en]
- Тейт Еллінгтон[en] — доктор Еллінгтон
- Бенджамін Джозеф Новак — голос Six-Thirty
- Бо Бріджес — Вілсон
- Джейк Шорт[en] — Ральфа Бейлі
- Ешлі Монік Кларк[en] — Марта Вейклі
- Розмарі Девітт — Евері Паркер

## Епізоди
| № серії | Назва серії             | Режисер(и)       | Teleplay by                                | Оригінальна дата виходу |
| ------- | ----------------------- | ---------------- | ------------------------------------------ | ----------------------- |
| 1       | «Маленька міс Гастінгс» | Сара Адіна Сміт  | Лі Айзенберг                               | 13 жовтня 2023          |
| 2       | «Вона і Він»            | Сара Адіна Сміт  | Елісса Карасік                             | 13 жовтня 2023          |
| 3       | «Живі мерці»            | Берт і Берті     | Лі Айзенберг і Емілі Фокс                  | 20 жовтня 2023          |
| 4       | «Первісний інстинкт»    | Берт і Берті     | Елісса Карасік                             | 27 жовтня 2023          |
| 5       | «CH3COOH»               | Міллісент Шелтон | Лі Айзенберг і Емілі Фокс                  | 3 листопада 2023        |
| 6       | «Пуаро»                 | Міллісент Шелтон | Бонні Гармус, Лі Айзенберг, Елісса Карасік | 10 листопада 2023       |
| 7       | «Книга Келвіна»         | Тара Міле        | Елісса Карасік                             | 17 листопада 2023       |
| 8       | «Вступ до хімії»        | Тара Міле        | Лі Айзенберг                               | 22 листопада 2023       |

## Виробництво
У січні 2021 року було оголошено, що Apple TV+ замовив серіал, де Брі Ларсон зіграє головну роль і буде виконавчим продюсером. Зйомки серіалу почалися в серпні 2022 року, до акторського складу додалися Льюїс Пуллман, Аджа Наомі Кінг, Стефані Кеніг, Патрік Вокер, Томас Манн, Кевін Зусман і Бо Бріджес.

## Сприйняття

### Критика
Агрегатор рецензій Rotten Tomatoes повідомив про 84 % рейтинг схвалення із середнім рейтингом 7,3/10 на основі 61 відгуку критиків. Metacritic, який використовує середньозважене значення, присвоїв оцінку 68 зі 100 на основі 30 критиків, що вказує на «загалом схвальні» рецензії.